# Decurio

## A római hadseregben
A Római Birodalom hadseregében a lovas segédcsapat, az ala kisebb egységének, a turma-nak a parancsnoka. Egy 500 fős ala-ban 16, egy ezerfős ala-ban 24 decurio volt. A név jelentése tizedes, ami a Római Királyság idejéből az eredeti curia-beosztás hadseregéből ered, ahol egy curia 100 gyalogost állított ki egy centurio és 10 lovast egy decurio vezetésével.

## A római városokban
A decurio a colonia-k és municipium-ok városi tanácsának, az ordo decurionum-nak a tagja, a római senator megfelelője. A megbízatás igen nagy megtiszteltetésnek számított.